# José P. Tamborini
José Pascual Tamborini (Buenos Aires, 22 de febrero de 1886 - Ib., 25 de septiembre de 1955) fue un médico y político argentino, miembro de la UCR y la UCRA, senador nacional por la Capital Federal (1940-1943), diputado nacional (1918-1925 y 1936-1940) y ministro del Interior de la Nación (1925-1928).
Fue candidato para las elecciones presidenciales de 1946 por la Unión Democrática (UD) con Enrique Mosca de candidato a vicepresidente. Fue derrotado por Juan Domingo Perón quedando relegado al segundo lugar con 45 % de los votos. La coalición se disolvió.

## Biografía
José P. Tamborini se une a los 17 años a Unión Cívica Radical a fines de la década 1890-1900, donde fue director del periódico que publicaba el comité radical Mientras cursaba sus estudios universitarios de medicina en la Universidad de Buenos Aires fue vicepresidente del Comité Universitario Radical. Pertenecía a una familia terrateniente de Junín,
por parte materna, vinculada al negocio exportador de trigo y manteca a Inglaterra. Intentó mediar en la huelga de los Talleres Vassena, pero fracasó en su gestión, lo que pronto se convirtió en un conflicto sindical generalizado que terminó con 700 muertos y cerca de 4000 heridos, y pasó a la historia como la Semana Trágica. 
Tamborini representaba al radicalismo de la Ciudad de Buenos Aires y se alineó con los dirigentes que criticaban a Hipólito Yrigoyen por su liderazgo personalista, conocido como sector azul, formando parte de la Unión Cívica Radical Antipersonalista a partir de 1924. Esta participación política lo acercará a Marcelo T. de Alvear, de quien sería Ministro del Interior conjugada con la pertenencia al círculo social del presidente, cuyas familias compartían negocios e intereses económicos similares.
En 1925 fue designado por el presidente Marcelo T. de Alvear como Ministro del Interior. Durante su período como Ministro de Interior se llevarán a cabo ocho de diez intervenciones federales  durante la gestión de Alvear. Por decreto interviene el presidente dos veces a Santiago del Estero (1925 y 1928), La Rioja  (1925) Catamarca (1928) Salta (1928). Paralelamente se producen conflictos referidos a la reforma universitaria, y Tamborini aprobará normativas por las cuales se limita la intervención estudiantil en la elección de las autoridades universitarias.
Durante su gestión como Ministro se produce la Masacre de Napalpí una matanza cometida por una fuerza de más de cien hombres de la Policía Nacional de Territorios de la Argentina, en la que resultaron asesinadas entre doscientas y setecientas personas pertenecientes a los pueblos qom y mocoví-moqoit, el 19 de julio de 1924 en el paraje El Aguará, en cercanías de la reducción aborigen Napalpí, ubicada en el entonces territorio nacional del Chaco. La masacre fue cometida por fuerzas policiales nacionales, con participación de civiles, bajo órdenes directa del presidente Marcelo Torcuato de Alvear. 
Luego del golpe militar de 1930 volvió a actuar en el seno de la Unión Cívica Radical siguiendo a Torcuato de Alvear. En 1935, fue elegido diputado nacional. A la muerte de Alvear en 1942, quedó como líder natural del radicalismo, expresando al sector más conservador del mismo, también conocido como unionismo, que propiciaba una alianza del radicalismo con otros partidos, un rol activo en la campaña cumplirá la Sociedad Rural Argentina (SRA) contando con el respaldo activo del Embajador estadounidense en Argentina, Spruille Braden. Durante la campaña se produjeron dos hechos que afectaron profundamente el resultado, por un lado fue el descubrimiento de un importante cheque entregado por una organización patronal como contribución a la campaña de la Unión Democrática. El segundo fue el involucramiento en cuestiones internas del Departamento de Estado de Estados Unidos -a instancias del embajador Braden- en la campaña electoral a favor de la fórmula Tamborini-Mosca. Al mismo tiempo salió a la luz que Raúl Lamuraglia, un hombre de negocios,  había financiado la campaña de la Unión Democrática a través de millonarios cheques del Bank of New York que habían tenido como destino sostener el Comité Nacional de la Unión Cívica Radical y a sus candidatos: José P. Tamborini y Enrique Mosca. Posteriormente, en 1951, el empresario aportaría recursos para apoyar el golpe de Estado fallido del general Benjamín Menéndez contra Perón, mientras que en 1955 financiaría el Bombardeo de Plaza de Mayo.
En 1945 fue candidato a presidente de la Nación en representación de la Unión Democrática, acompañado del también radical Enrique Mosca, resultando perdedor frente a Juan Domingo Perón en las elecciones de 1946. La Unión Democrática adoptó una postura estrictamente antiperonista y se disolvió luego de ser derrotada. El bloque de diputados radicales antipersonalistas en 1932 sumaba 60 diputados, se fue reduciendo hasta desaparecer en el curso de la década de 1940. En 1946-1947 solo un diputado, Julio Agustín Vanasco, representaba a la Unión Cívica Radical Antipersonalista.